# Melchor de Marchena
Melchor Jiménez Torres (Marchena, Sevilla, 17 de juliol de 1907 - Madrid, 12 de març de 1980), conegut amb el nom artístic de Melchor de Marchena, va ser un guitarrista de flamenc i un dels més representatius de l'anomenat toque gitano.
El flamenc sempre va ser part de la seva vida, ja que va pertànyer a una família de gitanos on hi va haver molts artistes. El seu pare, el Lico, va ser un guitarrista notable, la seva mare, la Josefita va ser cantaora, com també una de les seves ties coneguda artísticament com la Gilica de Marchena. Dos dels seus germans van ser també guitarristes, Miguel el Bizco i Chico Melchor, i també el seu fill Enrique de Melchor (1950 - 2012) que va continuar amb la tradició familiar.
Com a tocaor va acompanyar amb la guitarra als cantaors més importants de la seva època, com Manolo Caracol, Juanito Valderrama, la Niña de los Peines, Antonio Mairena o José Menese.
El 1963 va gravar els discos Duendes del Cante de Triana, Noches de la Alameda y Tangos de Andalucía amb el Niño Ricardo. Altres gravacions seves es troben a col·leccions com Maestros de la guitarra, Guitarra gitana y Grandes guitarras del flamenco.
El 1966, la Càtedra de Flamencologia de Jerez li va concedir el Premi Nacional de Guitarra Flamenca, màxim guardó en el seu gènere.
Va morir a Madrid a l'edat de setanta-tres anys, però va ser enterrat a Sevilla.